# Pozemní hokej na Letních olympijských hrách 1988
Pozemní hokej na LOH 1988 v Soulu zahrnoval turnaj mužů i turnaj žen. Všechny zápasy obou turnajů se odehrály na Songnam stadionu v Songnamu jižně od Soulu ve dnech 18. září až 1. října 1988.

## Program soutěží
Turnaje mužů se zúčastnilo 12 mužstev, která byla rozdělena do 2 šestičlenných skupin, ve kterých se hrálo způsobem jeden zápas každý s každým a poté 2 nejlepší týmy z každé skupiny postoupily do semifinále, týmy na 3. a 4. místě hrály o 5. až 8. místo a týmy na 5. a 6. místě hrály o 9. až 12. místo. Turnaje žen se zúčastnilo 8 týmů, které byly rozděleny do 2 čtyřčlenných skupin, ve kterých se hrálo způsobem jeden zápas každý s každým a poté 2 nejlepší týmy z každé skupiny postoupily do semifinále a týmy na 3. a 4. místě hrály o 5. až 8. místo.

## Turnaj mužů
| Zlato   | Velká Británie (GBR)  |
| Stříbro | Západní Německo (FRG) |
| Bronz   | Nizozemsko (NED)      |

### Skupina A
- 18. září
- Pákistán - Španělsko 5:1
- Nizozemsko - Argentina 5:1
- Austrálie - Keňa 7:1
- 20. září
- Austrálie - Argentina 4:0
- Nizozemsko - Španělsko 1:1
- Pákistán - Keňa 8:0
- 22. září
- Pákistán - Argentina 2:1
- Keňa - Španělsko 2:4
- Austrálie - Nizozemsko 3:2
- 24. září
- Nizozemsko - Keňa 2:1
- Austrálie - Pákistán 4:0
- Argentina - Španělsko 1:0
- 26. září
- Austrálie - Španělsko 1:0
- Argentina - Keňa 5:1
- Nizozemsko - Pákistán 2:0

| Poř. | Tým        | Z | V | R | P | VG | OG | B  |
| ---- | ---------- | - | - | - | - | -- | -- | -- |
| 1.   | Austrálie  | 5 | 5 | 0 | 0 | 19 | 3  | 10 |
| 2.   | Nizozemsko | 5 | 3 | 1 | 1 | 12 | 6  | 7  |
| 3.   | Pákistán   | 5 | 3 | 0 | 2 | 15 | 8  | 6  |
| 4.   | Argentina  | 5 | 2 | 0 | 3 | 8  | 12 | 4  |
| 5.   | Španělsko  | 5 | 1 | 1 | 3 | 6  | 10 | 3  |
| 6.   | Keňa       | 5 | 0 | 0 | 5 | 5  | 26 | 0  |

### Skupina B
- 18. září
- SSSR - Indie 1:0
- Západní Německo - Kanada 3:1
- Velká Británie - Jižní Korea 2:2
- 20. září
- Velká Británie - Kanada 3:0
- Západní Německo - Indie 1:1
- SSSR - Jižní Korea 3:1
- 22. září
- Jižní Korea - Indie 1:3
- SSSR - Kanada 0:0
- Velká Británie - Západní Německo 1:2
- 24. září
- Západní Německo - Jižní Korea 1:0
- Velká Británie - SSSR 3:1
- Kanada - Indie 1:5
- 26. září
- Západní Německo - SSSR 6:0
- Velká Británie - Indie 3:0
- Kanada - Jižní Korea 1:1

| Poř. | Tým             | Z | V | R | P | VG | OG | B |
| ---- | --------------- | - | - | - | - | -- | -- | - |
| 1.   | Západní Německo | 5 | 4 | 1 | 0 | 13 | 3  | 9 |
| 2.   | Velká Británie  | 5 | 3 | 1 | 1 | 12 | 5  | 7 |
| 3.   | Indie           | 5 | 2 | 1 | 2 | 9  | 7  | 5 |
| 4.   | SSSR            | 5 | 2 | 1 | 2 | 5  | 10 | 5 |
| 5.   | Jižní Korea     | 5 | 0 | 2 | 3 | 5  | 10 | 2 |
| 6.   | Kanada          | 5 | 0 | 2 | 3 | 3  | 12 | 2 |

### O 9. až 12. místo
- 28. září
- Španělsko - Kanada 2:0
- Jižní Korea - Keňa 5:2

### Zápas o 11. místo
- 29. září
- Kanada - Keňa 3:1

### Zápas o 9. místo
- 29. září
- Španělsko - Jižní Korea 2:0

### O 5. až 8. místo
- 28. září
- Pákistán - SSSR 1:0
- Indie - Argentina 6:6 po prodloužení, 4:3 na penalty

### Zápas o 7. místo
- 30. září
- SSSR - Argentina 4:1

### Zápas o 5. místo
- 30. září
- Indie - Pákistán 1:2

### Semifinále
- 28. září
- Austrálie - Velká Británie 2:3
- Západní Německo - Nizozemsko 2:1

### Zápas o 3. místo
- 1. října
- Austrálie - Nizozemsko 1:2

### Finále
- 1. října
- Západní Německo - Velká Británie 1:3

### Medailisté
| Zlato | Stříbro | Bronz |
| --- | --- | --- |
| Velká Británie | FRG | Nizozemsko |
| Ian Taylor Veryan Pappin David Faulkner Paul Barber Stephen Martin Jon Potter Richard Dodds Martyn Grimley Stephen Batchelor Richard Leman Jimmy Kirkwood Kulbir Bhaura Sean Kerly Robert Clift Imran Sherwani Russell Garcia | Christian Schliemann Tobias Frank Ulrich Hänel Carsten Fischer Andreas Mollandin Ekkhard Schmidt-Opper Dirk Brinkmann Heiner Dopp Stefan Blöcher Andreas Keller Thomas Reck Thomas Brinkmann Hanns-Henning Fastrich Michael Hilgers Volker Fried Michael Metz | Frank Leistra Marc Benninga Cees Jan Diepeveen Maurits Crucq René Klaassen Hendrik Jan Kooijman Marc Delissen Jacques Brinkman Gert Jan Schlatmann Tim Steens Floris Jan Bovelander Patrick Faber Ronald Jansen Hidde Kruize Erik Parlevliet Taco van den Honert |

## Turnaj žen
| Zlato   | Austrálie (AUS)   |
| Stříbro | Jižní Korea (KOR) |
| Bronz   | Nizozemsko (NED)  |

### Skupina A
- 21. září
- Argentina - Velká Británie 0:1
- Nizozemsko - USA 3:1
- 23. září
- Nizozemsko - Velká Británie 5:1
- Argentina - USA 2:1
- 25. září
- USA - Velká Británie 2:2
- Nizozemsko - Argentina 1:0

| Poř. | Tým            | Z | V | R | P | VG | OG | B |
| ---- | -------------- | - | - | - | - | -- | -- | - |
| 1.   | Nizozemsko     | 3 | 3 | 0 | 0 | 9  | 2  | 6 |
| 2.   | Velká Británie | 3 | 1 | 1 | 1 | 4  | 7  | 3 |
| 3.   | Argentina      | 3 | 1 | 0 | 2 | 2  | 3  | 2 |
| 4.   | USA            | 3 | 0 | 1 | 2 | 4  | 7  | 1 |

### Skupina B
- 21. září
- Jižní Korea - Západní Německo 4:1
- Austrálie - Kanada 1:1
- 23. září
- Austrálie - Západní Německo 1:0
- Jižní Korea - Kanada 3:1
- 25. září
- Kanada - Západní Německo 1:2
- Austrálie - Jižní Korea 5:5

| Poř. | Tým             | Z | V | R | P | VG | OG | B |
| ---- | --------------- | - | - | - | - | -- | -- | - |
| 1.   | Jižní Korea     | 3 | 2 | 1 | 0 | 12 | 7  | 5 |
| 2.   | Austrálie       | 3 | 1 | 2 | 0 | 7  | 6  | 4 |
| 3.   | Západní Německo | 3 | 1 | 0 | 2 | 3  | 6  | 2 |
| 4.   | Kanada          | 3 | 0 | 1 | 2 | 3  | 6  | 1 |

### O 5. až 8. místo
- 27. září
- Argentina - Kanada 1:3
- Západní Německo - USA 2:1

### Zápas o 7. místo
- 29. září
- USA - Argentina 1:3

### Zápas o 5. místo
- 29. září
- Západní Německo - Kanada 4:3

### Semifinále
- 27. září
- Nizozemsko - Austrálie 2:3
- Jižní Korea - Velká Británie 1:0

### Zápas o 3. místo
- 30. září
- Nizozemsko - Velká Británie 3:1

### Finále
- 30. září
- Austrálie - Jižní Korea 2:0

### Medailistky
| Zlato | Stříbro | Bronz |
| --- | --- | --- |
| Austrálie | Jižní Korea | Nizozemsko |
| Kathleen Partridge Elsbeth Clement Liane Tooth Loretta Dorman Lorraine Hillas Michelle Capes Sandra Pisani Deborah Bowman Lee Capes Kim Small Sally Carbon Jackie Pereira Tracey Belbin Rechelle Hawkesová Sharon Buchanan Maree Fish | Kim Mi-sun Han Ok-kyung Chang Eun-jung Han Keum-sil Choi Choon-ok Kim Soon-duk Chung Sang-hyun Jin Won-sim Hwang Keum-sook Cho Ki-hyang Seo Kwang-mi Park Soon-ja Kim Young-sook Seo Hyo-sun Lim Kye-sook Chung Eun-Kyung | Det de Beus Yvonne Buter Willemien Aardenburg Laurien Willemse Marjolein Bolhuis-Eijsvogel Lisanne Lejeune Carina Benninga Annemieke Fokke Ingrid Wolff Marieke van Doorn Sophie von Weiler Aletta van Manen Noor Holsboer Helen Lejeune-van der Ben Martine Ohr Anneloes Nieuwenhuizen |